# 1000-talet f.Kr.
Denna artikel handlar om seklet 1000-talet f.Kr., åren 1099-1000 f.Kr. För millenniet 1000-talet f.Kr., åren 1999-1000 f.Kr., se 1000-talet f.Kr. (millennium). För decenniet 1000-talet f.Kr., åren 1009-1000 f.Kr., se 1000-talet f.Kr. (decennium).

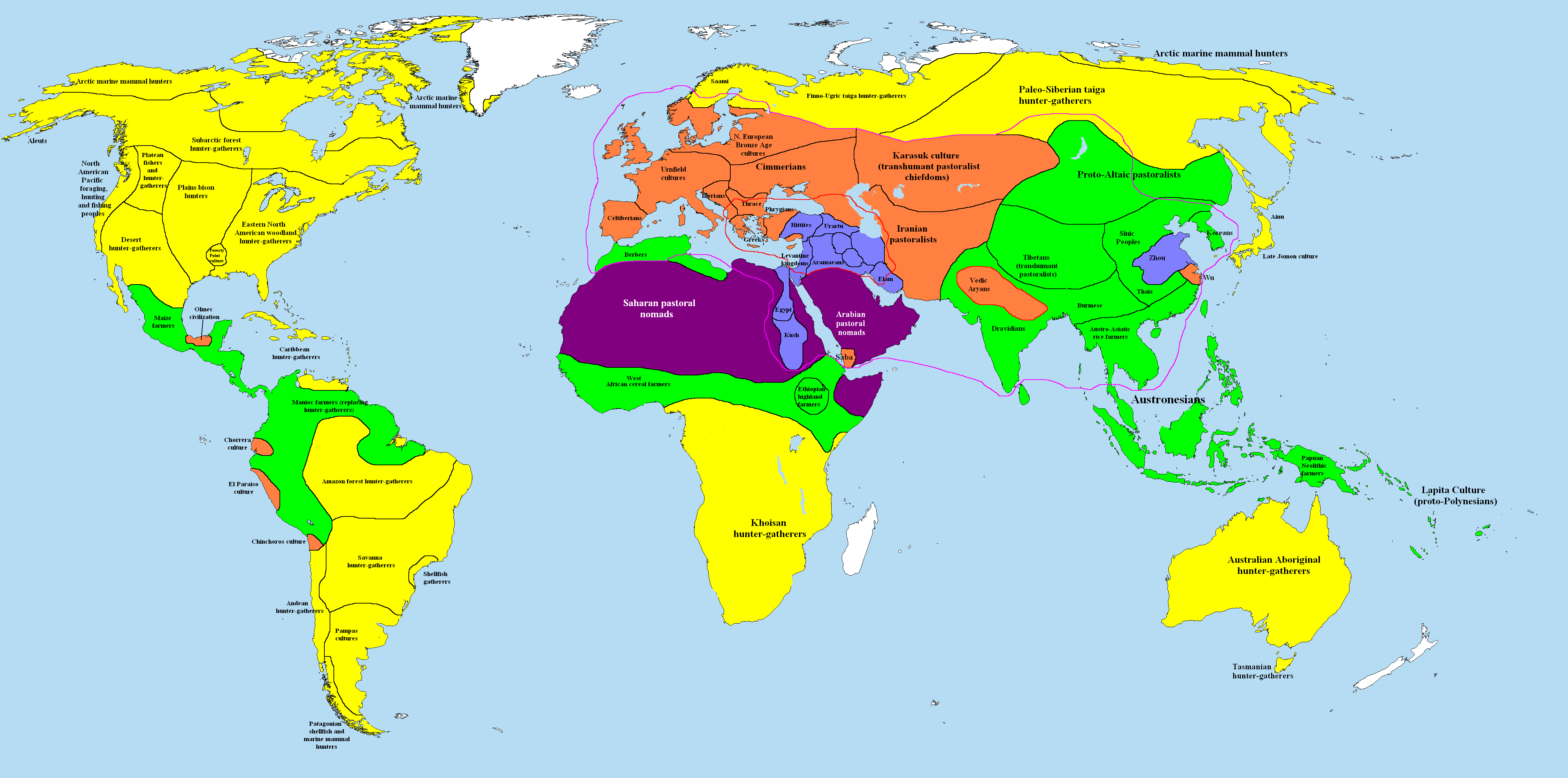
Världen 1000 f.Kr.

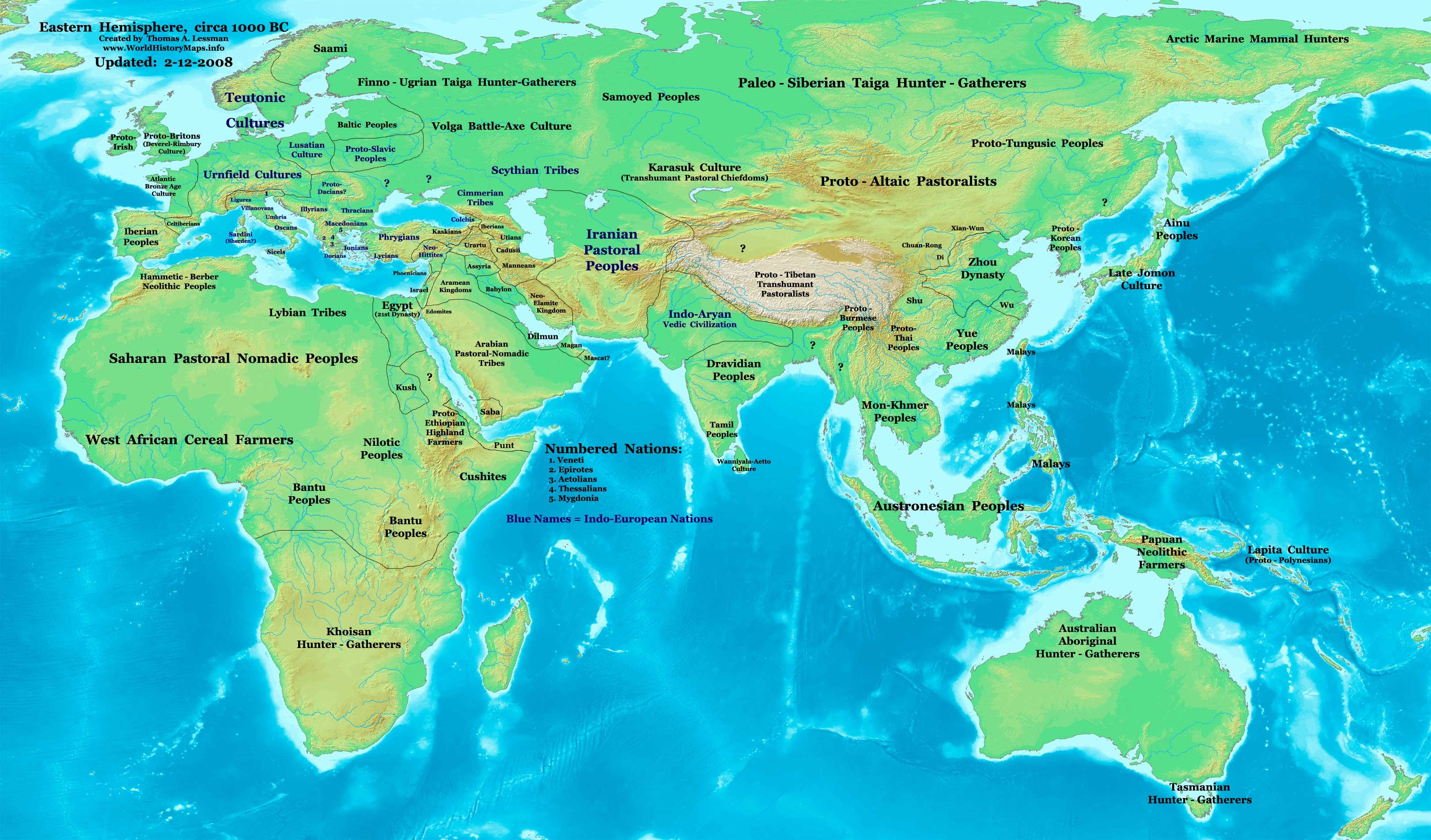
Gamla världen 1000 f.Kr.

Israels tolv stammar på 1100- och 1000-talet f.Kr.

## Händelser
- 1040 f.Kr. – Shangdynastin faller och Zhoudynastin upprättas i Kina.
- Rigveda, den äldsta hinduiska skriften, nedtecknas.
- Den etruriska civilisationen uppstår.

## Födda
- 1000 f.Kr. – Hiram I, kung av Tyros.

## Avlidna
- 1070-talet f.Kr. – Ramses XI, egyptisk farao.
- 1051 f.Kr. – Smendes, egyptisk farao.
- 1043 f.Kr. – Zhou Wu, kinesisk kung.